# Ерика (Еммен)
Ерика (нід. Erica) — село в нідерландській провінції Дренте. Входить до муніципалітету Еммен.
Його площа становить 24,53 км², а населення станом на 2021 рік складало 4 740 осіб.

## Галерея

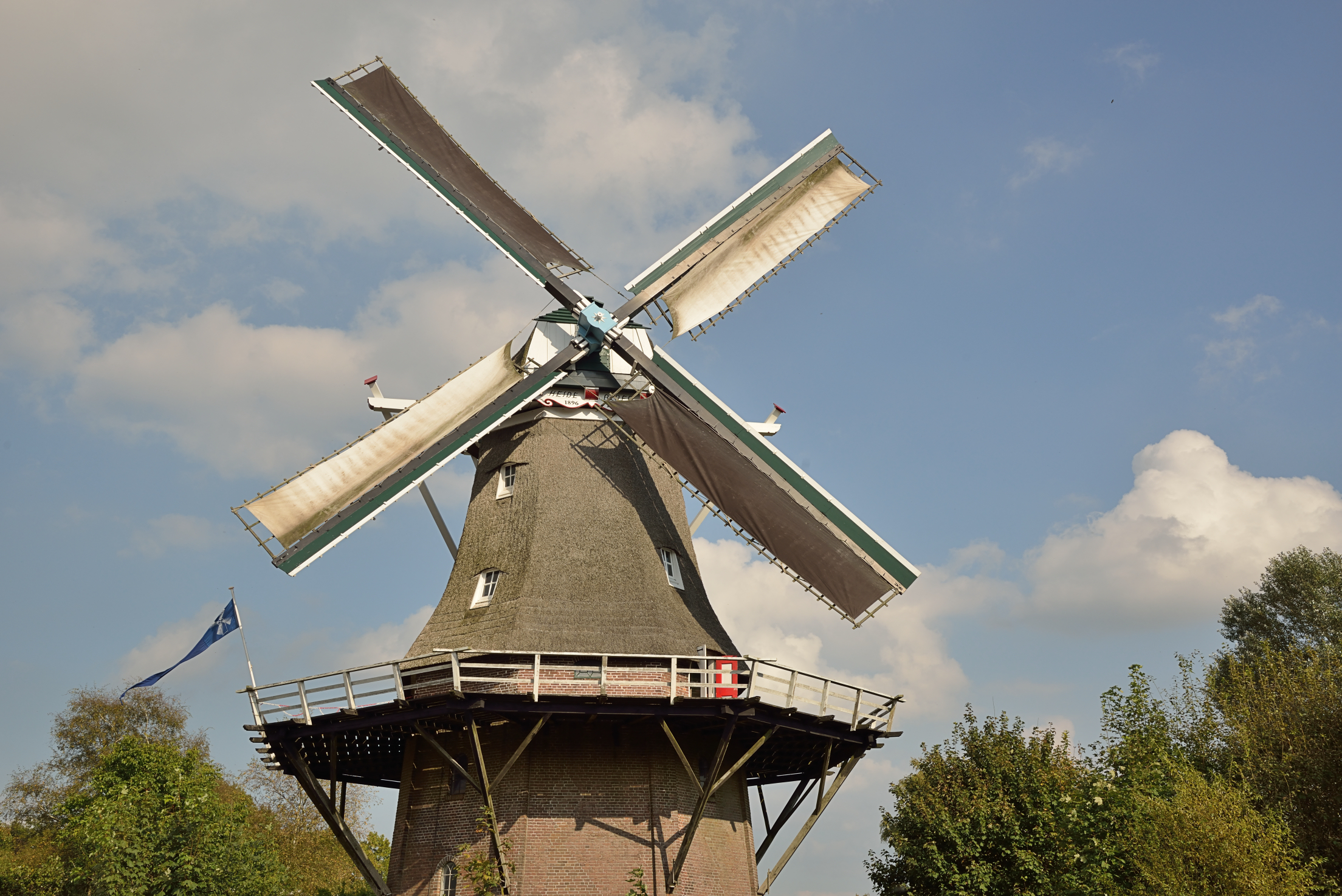
Вітряк De Heidebloem
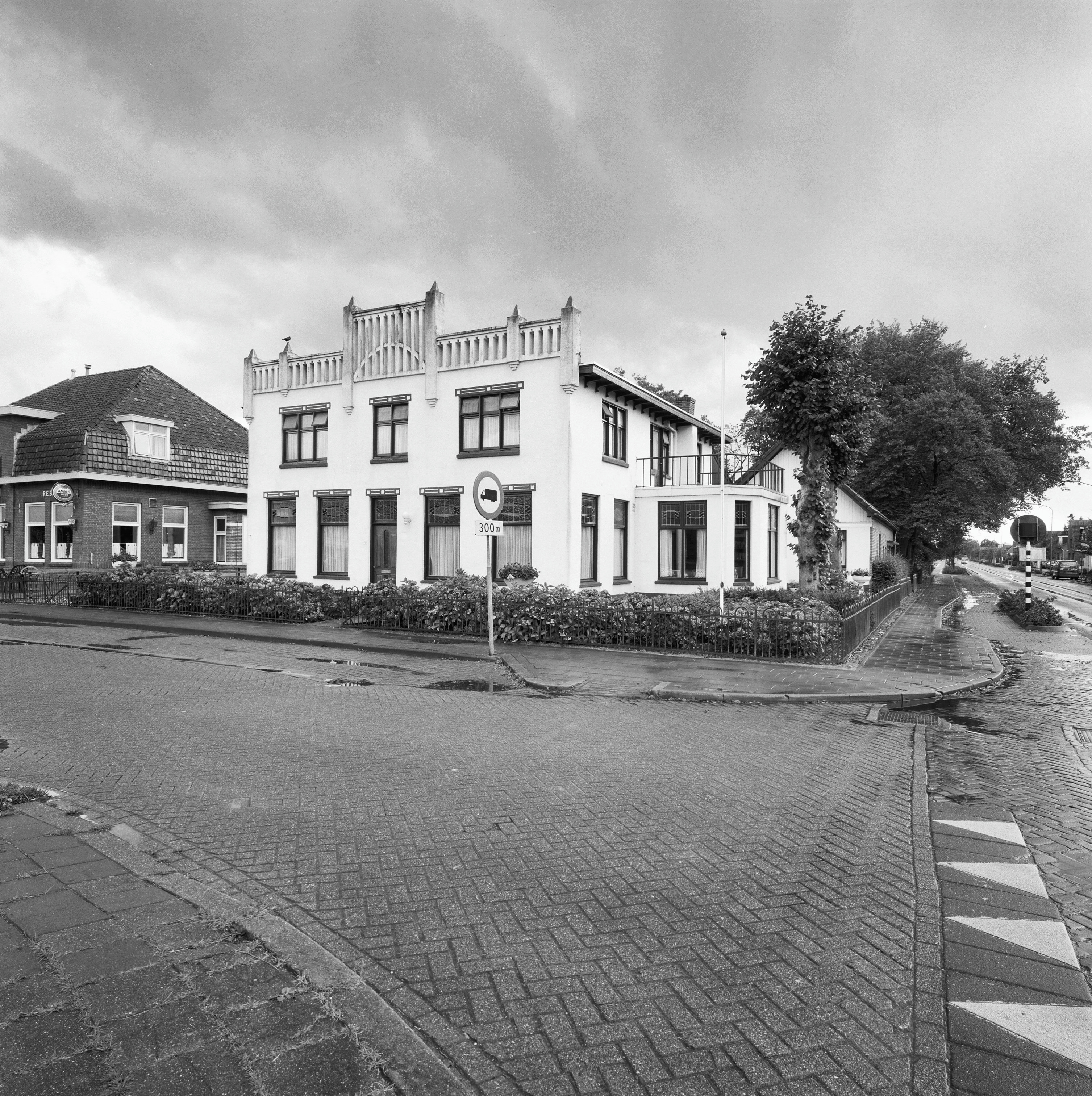
Будинок в стилі югендштиль
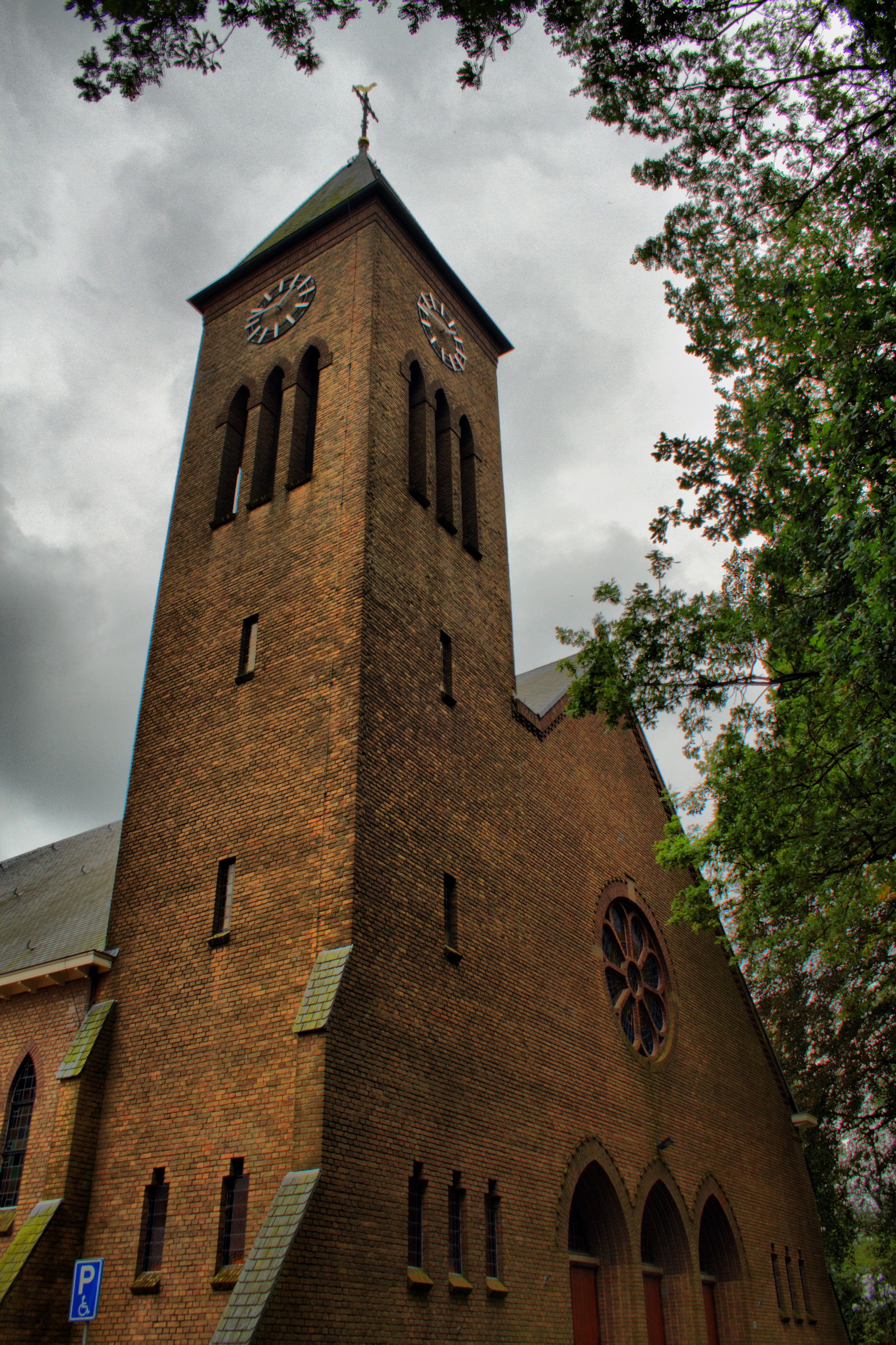
Церква в Ериці